# ゴリラのゴンちゃん
ゴリラのゴンちゃん（原題:The Magilla Gorilla Show）とは、ハンナ・バーベラ・プロダクションが製作した海外アニメ。アメリカでは、1963年から1964年までシンジケーションで放送された。日本ではTBSテレビにて1966年1月31日から1966年3月19日まで月曜 - 土曜の7時50分 - 8時00分に、同年3月23日から1967年3月29日まで水曜日18時00分 - 18時30分にて放送された。2000年代では、BOOMERANG枠で珍犬ハックルのBパートとして放送。

## キャラクター
ゴンちゃん (Magilla Gorilla)
吹き替え：高橋和枝、雨森雅司
ペットショップ「ピーブルズ」に住んでいる主人公。
買い手が現れたが、結局はペットショップに返品されてしまった。
おやじさん (Mr. Peebles)
吹き替え：雨森雅司、不明
「ピーブルズ」のオーナー。
マア子 (Ogee)
ゴンが大好きで一緒に暮らしたいのに家族に反対されてしまう女の子。

## エピソードリスト
1. Big Game
2. Gridiron Gorilla
3. Private Magilla
4. Bank Pranks
5. Groovey Movie
6. Airlift
7. Come Blow Your Dough
8. Mad Scientist
9. Masquerade Party
10. Come Back Little Magilla
11. Fairy Godmother
12. Planet Zero
13. Prince Charming
14. Motorcycle Magilla
15. Is That Zoo?
16. Bird Brained
17. Circus Ruckus
18. Camp Scamps
19. The Purple Mask
20. Love at First Fight
21. Pet Bet
22. Makin' With the Magilla
23. High Fly Guy
24. Deep Sea Doodle
25. That Was the Geek That Was
26. Montana Magilla
27. Magilla Mix-Up
28. Wheelin And Deal
29. Mad Avenue Madness
30. Beau Jest
31. Super Blooper Heroes

### 日本語版放映リスト
BOOMERANGで放送された回をアメリカで放送された時の順に合わせている。
1. ゴンちゃんと成金ハンター
2. ゴンちゃんのフットボール
3. ゴンちゃんの徴兵
4. ゴンちゃんと銀行強盗
5. ゴンちゃんの映画出演
6. ゴンちゃんと空飛ぶクスリ
7. ペットになったゴンちゃん
8. ゴンちゃんの仮装パーティ
9. マア子の家出騒動
10. ゴンちゃんの里帰り
11. ゴンちゃん、宇宙に行く